# De många sängarna
De många sängarna är en svensk film från 1970 med regi och manus av Bertil Malmqvist. I rollerna ses bland andra Jeanette Swensson, Gudrun Brost och Åke Engfeldt.

## Om filmen
Inspelningen ägde rum mellan den 2 november 1967 och 6 februari 1970 i Södra Sandby i Skåne och anledningen till att inspelningen drog ut på tiden var bråk mellan producenterna. Förlaga till filmen var romanen De många sängarna av Lucille Borgier från 1966. Filmen premiärvisades den 6 april 1970 på biografer i Arvika, Helsingborg, Jönköping och Kristianstad och är 77 minuter lång.

## Handling
Jeanette sitter inspärrad på ett ungdomsfängelse och begrundar sitt liv som varit miserabelt ända sedan födseln. Hon märker för sent att hennes liv gått till spillo och att hon inte har någon att vända sig till med sina problem.

## Rollista
- Jeanette Swensson	– Jeanette
- Gudrun Brost – Rut, hennes mor
- Åke Engfeldt – Mr Gavin, nattklubbsägare
- Bengt Rosén – Göran
- Arne Strömgren – Hans
- Christer Söderlund – Boris
- Olav Gerthel – lärare 1
- Olof Lindfors – lärare 2
- Bengt Brunskog – läkare
- Arne Dahl – nattvakt
- Eva Nilsson – Karin
- Dagny Pontén – småskollärarinna
- Göran Söderström – pojke 1
- Ronnie Lundin – pojke 2
- Jörgen Barwe – Ruts älskare

## Mottagande
Filmen fick ett svalt mottagande i pressen. Tidningen Expressens recensent Ramon Fridén kallade filmen en "fantasilös gangsterhistoria" och fortsatte "Manuset har tydligen inte räckt till ordentligt, för mot slutet av filmen börjar regissören plötsligt stapla nakenbilder och sängscener på varandra i en obegriplig röra."

### Fotnoter
1. 1 2 3 4  ”De många sängarna”. Svensk Filmdatabas. http://sfi.se/sv/svensk-filmdatabas/Item/?itemid=4856&type=MOVIE&iv=Basic&ref=/templates/SwedishFilmSearchResult.aspx?id%3d1225%26epslanguage%3dsv%26searchword%3dde+m%C3%A5nga+s%C3%A4ngarna%26type%3dMovieTitle%26match%3dBegin%26page%3d1%26prom%3dFalse. Läst 26 april 2013.